# Siebstein

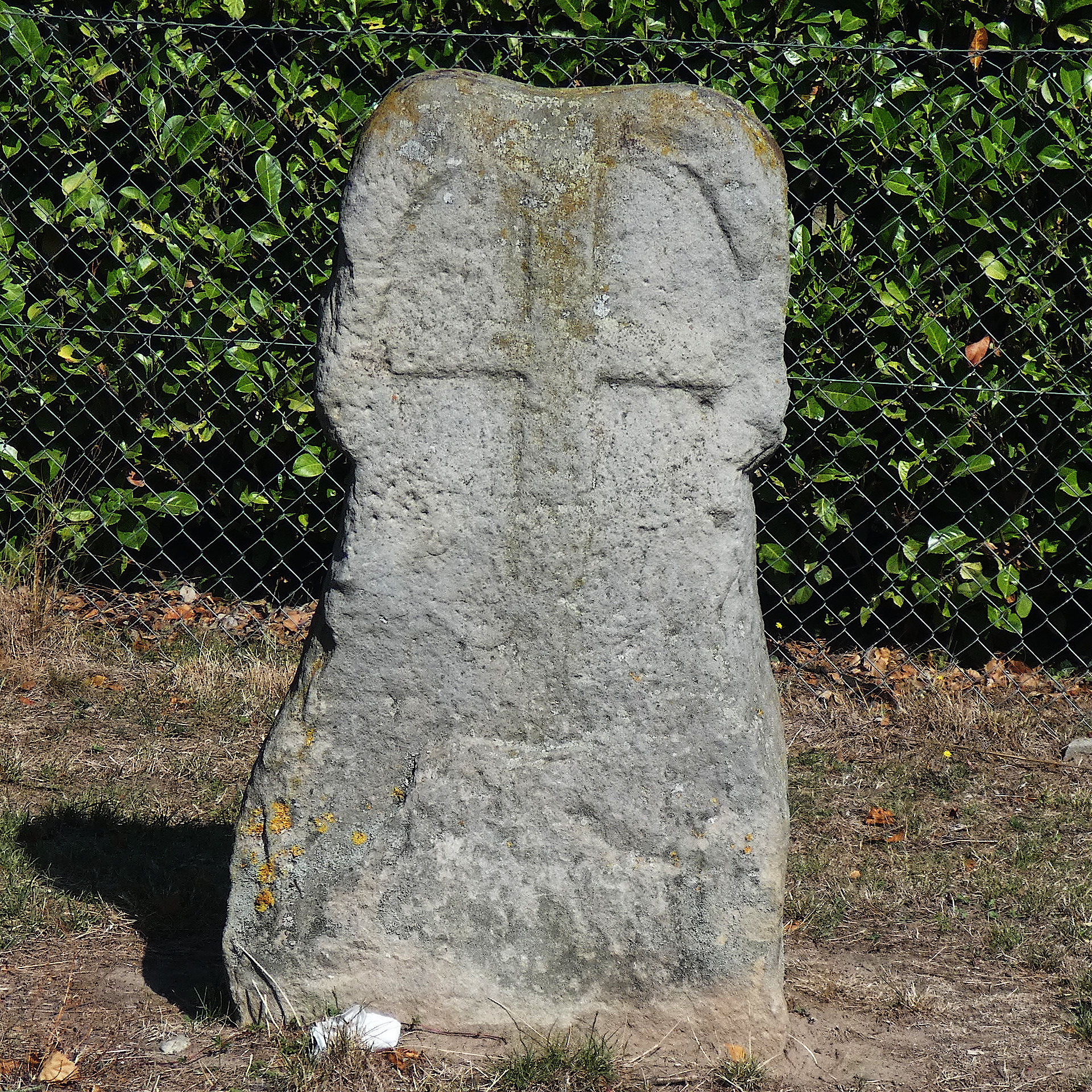
Der Siebstein in Harkenbleck

Der Siebstein oder Siebmacherstein ist ein Kreuzstein in Harkenbleck, einem Stadtteil von Hemmingen in der Region Hannover in Niedersachsen. Der einst über die Gemeinde hinaus bekannt gewesene Siebstein ist einer der wenigen im früheren Landkreis Hannover erhaltenen Kreuzsteine und steht unter Denkmalschutz.

## Geschichte

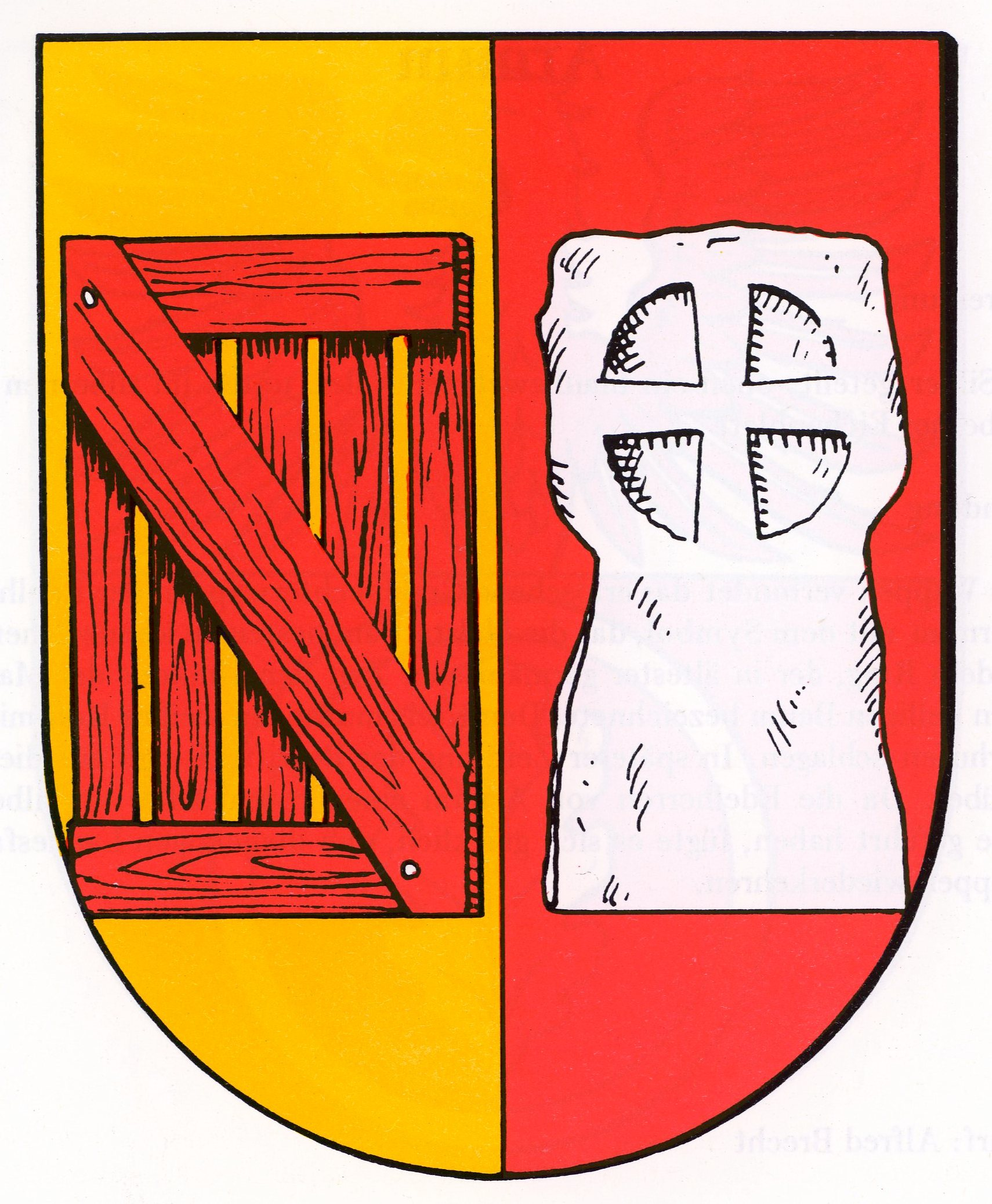
Der Siebstein im Ortswappen von Harkenbleck

Der Siebstein soll im Jahr 1911 westlich des Ortes in der Nähe der späteren Bundesstraße 3 entdeckt worden sein. Der Stein hatte dort zur Überbrückung eines Grabens gedient. Der Kreuzstein wurde am nordwestlichen Ortsausgang an der Straße nach Wilkenburg „mannshoch“ auf einem festen Sockel aufgestellt.
Der Gemeinderat von Harkenbleck beschloss am 16. März 1961, den Siebstein in das Gemeindewappen des Ortes aufzunehmen. Seit der Eingemeindung in die Gemeinde und spätere Stadt Hemmingen dient dieses als Wappen des Stadtteils Harkenbleck. Das von Alfred Brecht entworfene Wappen führt in der heraldisch linken Hälfte ein silbernes Scheibenkreuz auf rotem Grund.
Aus Sicherheitsgründen wurde das Steinkreuz im Jahr 1972 auf das Gelände der Harkenblecker Schule umgesetzt.
Das Gebäude dient inzwischen als Kindertagesstätte und Dorfgemeinschaftshaus,  einen Grundstücksteil nutzt die örtliche Freiwillige Feuerwehr, im hinteren Teil liegt die Mehrzweckhalle „Treff am Siebstein“.
Der Siebstein steht auf einem schmalen Rasenstreifen am nördlichen Grundstücksrand vor dem Eingang der Mehrzweckhalle.

## Beschreibung

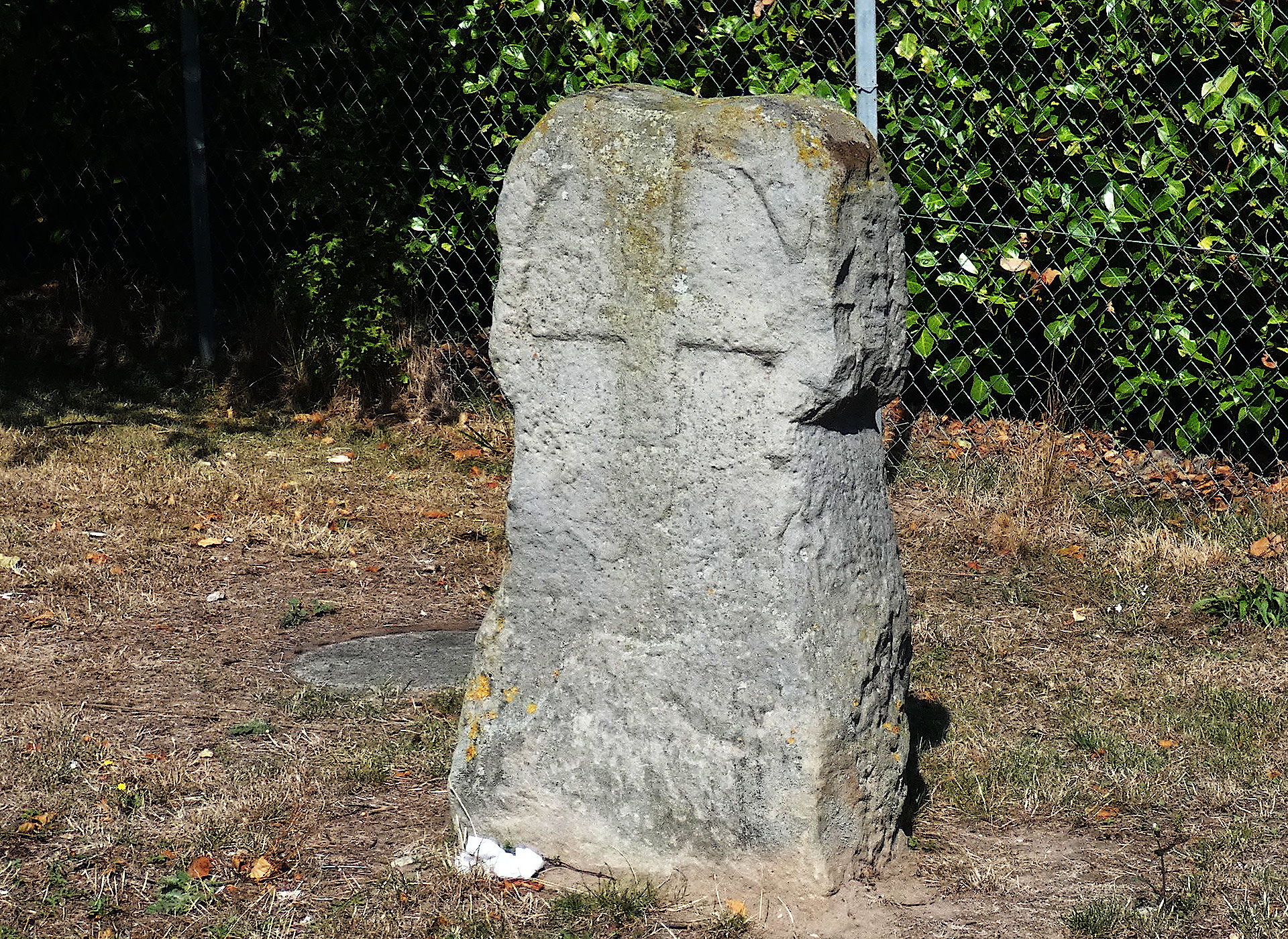
Schrägansicht des Steins

Der aus Sandstein gefertigte Kreuzstein hat eine Höhe von 105 cm und ist 18 cm dick. Seine Breite beträgt an der Basis 63 cm, oben 53 cm. Der Kreuzstein hat die Form einer am Rande bereits stark beschädigten Scheibe auf einem breiten keilförmigen Schaft. Der Stein zeigt auf Vorder- und Rückseite die gleiche Abbildung: Ein gleicharmiges, unregelmäßig gearbeitetes Kreuz steht erhaben auf vertieftem Grund. Die 7 cm breiten Kreuzbalken gehen nahtlos in die Umrandung über. Der untere Kreuzbalken ist um etwa 12 cm über die Kreisfläche hinaus verlängert. Am Scheibenkreuz sind Wetzrillen zu erkennen. Möglicherweise wurden einst Stücke des Steins abgeschlagen, zermahlen und als Medizin verwendet.

## Sage
Zum Siebstein, dessen Existenz bis 1911 unbekannt war, werden inzwischen sagenhafte Geschichten kolportiert:
Einst soll eines Nachts ein in Harkenbleck weilender Siebmacher versucht haben, als Gespenst verkleidet die Großmagd des Gemeindevorstehers zu erschrecken. Diese war mit einer wichtigen Botschaft auf dem Weg zum Nachbarort Pattensen geschickt worden. Nach einer anderen Version war sie des Nachts auf dem Heimweg von Hiddestorf nach Harkenbleck. Unbeirrt erschlug sie mit den Worten „Bist du von´n Herrgott, so late mick gahn biste aber von´n Duibel, denn slae ich dick dot“ das vermeintliche „Gespenst“ mit einem mitgeführten Knüppel. Der Tote wurde an Ort und Stelle begraben und der Kreuzstein als Sühnestein gesetzt.